# Oraș mic

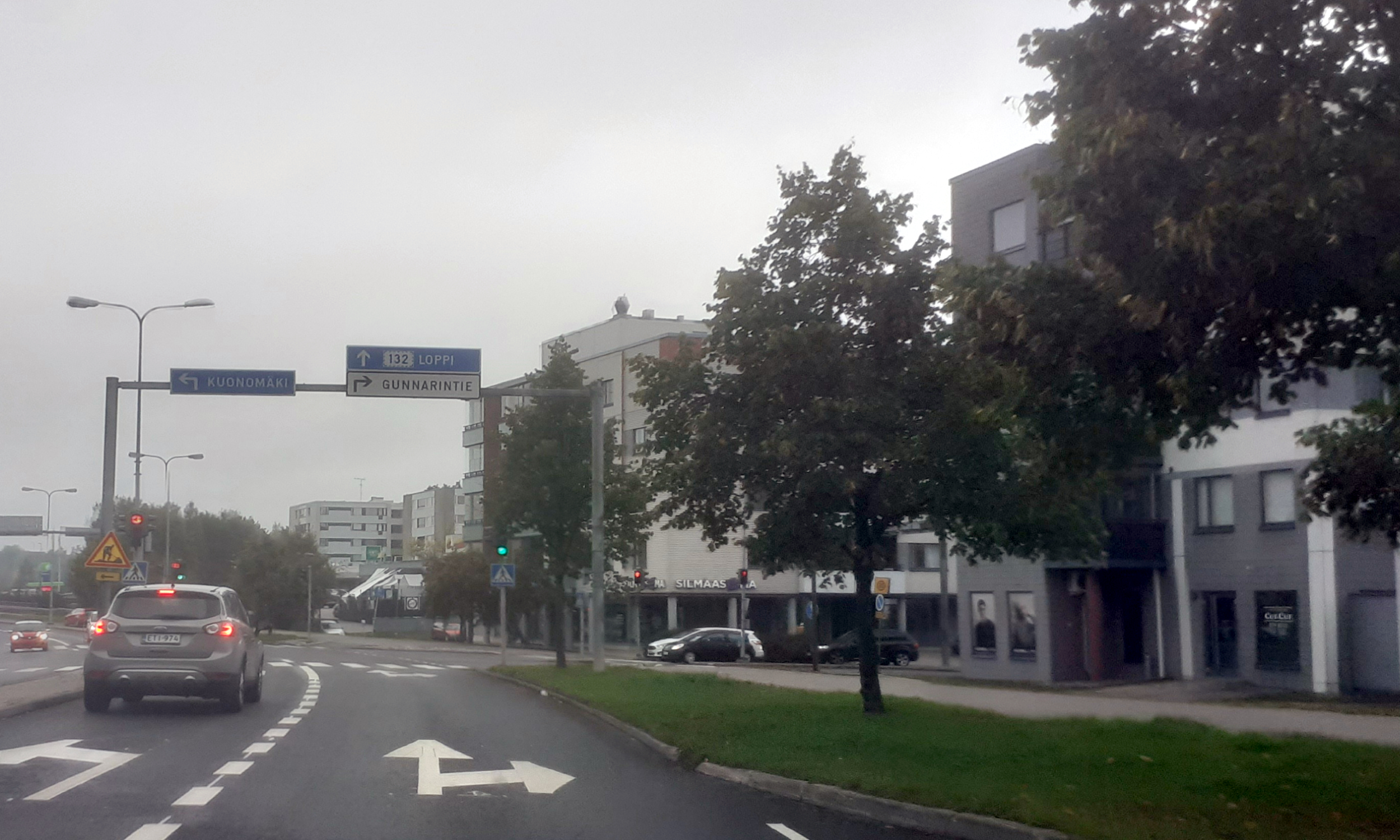
Micul oraș Klaukkala din Nurmijärvi, Uusimaa, Finlanda.

În limbajul comun, un oraș mic înseamnă un centru locuit de dimensiuni destul de mici, dar cu o anumită importanță administrativă sau culturală. De obicei, un oraș mic cu puțin prestigiu este definit în schimb ca un oraș, în timp ce un sat este uneori înțeles ca un centru locuit de importanță mediocru. Un alt termen înrudit este termenul istoric de vilă, o denumire de origine latină care se reflectă și în ville franceză, în vila catalană și în vila spaniolă.
În literatura geografică italiană poate fi folosit ca traducere a orașului sau localității englezești.